# Píllaro
Píllaro, auch als Santiago de Píllaro bekannt, ist eine Stadt und ein Municipio in der Provinz Tungurahua in Zentral-Ecuador. Beim Zensus 2010 wohnten 7444 Einwohner im urbanen Bereich von Píllaro. Píllaro ist Verwaltungssitz des Kantons Santiago de Píllaro.

## Lage
Die 2800 m hoch gelegene Stadt Píllaro befindet sich im Andenhochtal von Ecuador 14 km nordöstlich der Provinzhauptstadt Ambato. Knapp drei Kilometer weiter westlich fließt der Río Patate nach Süden.

## Geschichte
Die Stadt Píllaro wurde im Jahr 1570 von Antonio Clavijo gegründet. Am 25. Juli 1851 wurde der Kanton Santiago de Píllaro gegründet. Die Stadt war in der Vergangenheit mehrmals von Erdbeben und Vulkanausbrüchen betroffen. Das letzte größere Erdbeben fand am 5. August 1949 statt und zerstörte Píllaro größtenteils.

## Municipio
Das Municipio Píllaro hat eine Fläche von 51,43 km². Beim Zensus 2010 betrug die Einwohnerzahl 13.383. Das Municipio ist in zwei Parroquias urbanas gegliedert.

### Ciudad Nueva
Die Parroquia Ciudad Nueva (⊙) liegt etwa anderthalb Kilometer westlich vom Stadtzentrum von Píllaro.

### Matriz
Die Parroquia Matriz (auch La Matriz oder Píllaro) bildet das Zentrum der Stadt Píllaro. Dort befindet sich die Kantonsverwaltung.